# Linia kolejowa Brno – Jihlava
Linia kolejowa Brno – Jihlava (Linia kolejowa nr 240 (Czechy)) – jednotorowa, niezelektryfikowana linia kolejowa o znaczeniu krajowym w Czechach. Łączy Brno przez Třebíč ze stacją Jihlava. Przebiega przez terytorium kraju południowomorawskigo i Wysoczyna.